# Berenice II de Egipto
Berenice II (h. 269 a. C.-221 a. C.) era hija del rey Magas de Cirene y de Apama, hija de Antíoco I Sóter. Su matrimonio con Ptolomeo III Evergetes, tercer gobernante de la Dinastía Ptolemaica del Antiguo Egipto, posibilitó la re-anexión de Cirene a Egipto.
Apama, partidaria de una alianza con la dinastía seléucida de Siria, intentó frustrar dicho matrimonio prometiendo a Berenice con el príncipe macedonio y rey de Cirene, Demetrio el Bello, con el que se casó alrededor de 249 a. C.. Sin embargo, tras de llegar a Cirene, Demetrio se hizo amante de Apama, y Berenice le hizo asesinar. No tuvo hijos con él.
Más tarde se casó con Ptolomeo III, con el que tuvo seis hijos: el futuro Ptolomeo IV, Magas, Lisímaco, Alejandro, Arsínoe III, y Berenice, esta última, muerta en su infancia.
Tras la muerte de su esposo en 221 a. C., su hijo Ptolomeo (probablemente asociado al trono junto a ella) la mandó envenenar, temiendo que pretendiera nombrar sucesor a su hermano Magas.
Estando ya incluida en el culto dinástico junto a su esposo con el nombre de Los Evergetes (Benefactores), a su muerte Ptolomeo creó en su honor un sacerdocio anual, el Athlophoros.
Berenice II fue además la primera reina del Egipto ptolemaico que hizo acuñar monedas con su efigie.

## La cabellera de Berenice
Cuando Ptolomeo subió al trono, su primera misión consistió en ir a Siria para luchar contra el rey Seleuco II y vengar el asesinato de su hermana y de su sobrino (que era el heredero al trono de esta región de Asia). Combatió largamente y obtuvo muchas victorias, pero en su ausencia, su esposa Berenice languidecía y estaba llena de temores por la vida de su esposo. En su desconsuelo, un día fue al templo de Afrodita y allí juró ante la diosa que sacrificaría para ella su hermosa cabellera (que era la admiración de todos cuantos la conocían), en el caso en que Ptolomeo regresara vivo y vencedor. Así fue, y ese mismo día, el día de su regreso, Berenice cumplió su promesa.
Pero por la noche alguien llegó hasta el templo y robó la cabellera. Se rumoreó que lo hizo un sacerdote del templo de Serapis, dios egipcio, indignado por el hecho de que la reina hiciera un sacrificio a una deidad griega. La desesperación de Berenice y el furor de Ptolomeo ante el hecho del hurto fueron grandes. Pero ante ellos llegó el astrónomo Conón de Samos para calmarlos. Su ciencia era muy venerada; había escrito siete libros sobre astronomía y todo el mundo conocía su gran amistad con el famoso Arquímedes de Siracusa. Conón mostró a los reyes una agrupación de estrellas, y les contó que esa constelación acababa de aparecer en el firmamento y que sin duda se trataba de la cabellera de Berenice, que había sido transportada allí por la diosa Afrodita, a quien se le había ofrecido. Después, el sabio Conón dibujó una larga melena de estrellas en el globo celeste del Museo de Alejandría. 
El poeta y gramático griego, Calímaco de Cirene, que había sido bibliotecario de la Biblioteca de Alejandría durante muchos años, inmortalizó a la reina Berenice y su magnífica cabellera en una elegía. He aquí uno de sus fragmentos:

Estaba yo recién cortada y mis hermanas me lloraban cuando, de pronto, con un rápido batir de alas, el dulce soplo del céfiro me lleva a través de las nubes del éter y me deposita en el venerable seno de la divina noche Cypris. Y a fin de que yo, la hermosa melena de Berenice, apareciese fija en el cielo brillando para los humanos en medio de innumerables astros, Cypris me colocó, como nueva estrella, en el antiguo coro de los astros.
Calímaco de Cirene

.
Calímaco escribió otro poema, titulado Victoria de Berenice, que alude al triunfo de Berenice en una carrera de carros de los Juegos Nemeos celebrados en 243 o 241 a. C.

## Titulatura
| Titulatura | Jeroglífico | Transliteración (transcripción) - traducción - (referencias) |

|                         |           |     |     |     |    |         |
| \| \| \| \| \| \| \| \| |           |     |     |     |    |         |
|                         |           |     |     |     |    |         |
| R7                      | D21 · N35 | M17 | M17 | W11 | G1 | X1 · H8 |

| R7 | D21 · N35 | M17 | M17 | W11 | G1 | X1 · H8 |

|                         |           |     |     |     |    |         |
| \| \| \| \| \| \| \| \| |           |     |     |     |    |         |
|                         |           |     |     |     |    |         |
| R7                      | D21 · N35 | M17 | M17 | W11 | G1 | X1 · H8 |

| R7 | D21 · N35 | M17 | M17 | W11 | G1 | X1 · H8 |

|                         |           |     |     |     |    |         |
| \| \| \| \| \| \| \| \| |           |     |     |     |    |         |
|                         |           |     |     |     |    |         |
| R7                      | D21 · N35 | M17 | M17 | W11 | G1 | X1 · H8 |

| R7 | D21 · N35 | M17 | M17 | W11 | G1 | X1 · H8 |

|                         |           |     |     |     |    |         |
| \| \| \| \| \| \| \| \| |           |     |     |     |    |         |
|                         |           |     |     |     |    |         |
| R7                      | D21 · N35 | M17 | M17 | W11 | G1 | X1 · H8 |

| R7 | D21 · N35 | M17 | M17 | W11 | G1 | X1 · H8 |

|                            |     |           |     |     |     |    |         |
| \| \| \| \| \| \| \| \| \| |     |           |     |     |     |    |         |
|                            |     |           |     |     |     |    |         |
| D58                        | M17 | E23 · N35 | M17 | M17 | W11 | G1 | X1 · H8 |

| D58 | M17 | E23 · N35 | M17 | M17 | W11 | G1 | X1 · H8 |

|                            |     |           |     |     |     |    |         |
| \| \| \| \| \| \| \| \| \| |     |           |     |     |     |    |         |
|                            |     |           |     |     |     |    |         |
| D58                        | M17 | E23 · N35 | M17 | M17 | W11 | G1 | X1 · H8 |

| D58 | M17 | E23 · N35 | M17 | M17 | W11 | G1 | X1 · H8 |

|                            |     |           |     |     |     |    |         |
| \| \| \| \| \| \| \| \| \| |     |           |     |     |     |    |         |
|                            |     |           |     |     |     |    |         |
| D58                        | M17 | E23 · N35 | M17 | M17 | W11 | G1 | X1 · H8 |

| D58 | M17 | E23 · N35 | M17 | M17 | W11 | G1 | X1 · H8 |

|                            |     |           |     |     |     |    |         |
| \| \| \| \| \| \| \| \| \| |     |           |     |     |     |    |         |
|                            |     |           |     |     |     |    |         |
| D58                        | M17 | E23 · N35 | M17 | M17 | W11 | G1 | X1 · H8 |

| D58 | M17 | E23 · N35 | M17 | M17 | W11 | G1 | X1 · H8 |

## Sucesión
| Predecesor: Arsínoe II | Corregente de Egipto (Dinastía Ptolemaica) 246-222 a. C. como faraón Ptolomeo III Evergetes (246-222 a. C.) | Sucesor: Ella misma  |
| Predecesor: Ella misma | Corregente de Egipto (Dinastía Ptolemaica) 222-221 a. C. como faraón Ptolomeo IV Filopátor (222-204 a. C.)  | Sucesor: Arsínoe III |